# Impulsverlustdicke
Die Impulsverlustdicke, ein Begriff der Strömungsmechanik (Grenzschichttheorie), ist ein Maß für die Verringerung des Impulsstroms in der Grenzschicht aufgrund des Einflusses der Reibung.
Die Impulsverlustdicke ist definiert als:
{\displaystyle \theta =(\delta _{2})=\int _{0}^{\delta (\infty )}{\frac {\overline {u}}{u_{0}}}\cdot \left(1-{\frac {\overline {u}}{u_{0}}}\right)\cdot dy}
mit
- {\displaystyle \delta }: Dicke der Grenzschicht
- {\displaystyle {\overline {u}}}: gemittelter Geschwindigkeitsverlauf
- {\displaystyle u_{0}}: Anströmgeschwindigkeit der unendlichen Außenströmung.

Als Verhältnis der Impulsverlustdicke und der Verdrängungsdicke {\displaystyle \delta ^{*}} lässt sich der Formparameter H einer Grenzschicht bestimmen:
{\displaystyle H={\frac {\delta ^{*}}{\theta }}}